# Nemobiinae
Sous-famille
Les Nemobiinae sont une sous-famille d'insectes orthoptères de la famille des Gryllidae.

## Liste des tribus et genres
Selon Orthoptera Species File (26 mars 2010) :
- Grylliscini Gorochov 1986
  - Grylliscus Tarbinsky, 1930
- Hemigryllini Gorochov 1986
  - Hemigryllus Saussure, 1877
- Marinemobiini Gorochov 1985
  - Caconemobius Kirby, 1906
  - Marinemobius Gorochov, 1985
- Nemobiini Saussure 1877
  - Amanayara de Mello & Jacomini, 1994
  - Amonemobius Otte, 1987
  - Bobilla Otte & Alexander, 1983
  - Bullita Gorochov, 1986
  - Dictyonemobius Chopard, 1951
  - Ignambina Otte, 1987
  - Koghiella Otte, 1987
  - Leptonemobius Sjöstedt, 1917
  - Monopteropsis de Mello & Jacomini, 1994
  - Nambungia Otte & Alexander, 1983
  - Narellina Otte, 1994
  - Nemobius Serville, 1838
  - Paniella Otte, 1987
  - Paranemobius Saussure, 1877
  - Silvinella Otte & Alexander, 1983
  - Specnia Otte & Alexander, 1983
  - Speonemobius Chopard, 1924
  - Tahitinemobius Gorochov, 1986
  - Tincanita Otte & Alexander, 1983
- Pteronemobiini Otte &  Alexander 1983
  - Absonemobius Desutter-Grandcolas, 1993
  - Allonemobius Hebard, 1913
  - Argizala Walker, 1869
  - Dianemobius Vickery, 1973
  - Eunemobius Hebard, 1913
  - Hygronemobius Hebard, 1913
  - Neonemobius Hebard, 1913
  - Phoremia Desutter-Grandcolas, 1993
  - Pictonemobius Vickery & Johnstone, 1970
  - Polionemobius Gorochov, 1983
  - Pteronemobius Jacobson, 1904
  - Stenonemobius Gorochov, 1981
- Thetellini Otte & Alexander 1983
  - Apteronemobius Chopard, 1929
  - Ionemobius Otte, 1987
  - Orintia Gorochov, 1986
  - Thetella Otte & Alexander, 1983
- tribu indéterminée
  - Calperum Rentz & Su, 1996
  - Cophonemobius Chopard, 1929
  - Cophoscottia Chopard, 1951
  - Homonemobius Chopard, 1935
  - Micronemobius Ingrisch, 1987
  - Ngamarlanguia Rentz & Su, 1996
  - Scottiola Uvarov, 1940
  - Sudanicus Werner, 1913
  - Tahitina Hebard, 1935
  - Taiwanemobius Yang & Chang, 1996
  - Territirritia Rentz & Su, 1996
  - Zucchiella de Mello, 1990

## Référence
- Saussure, 1877 : Mélanges Orthoptérologiques. Fasc. V. Gryllides. Mémoires de la Société de Physique et d'Histoire Naturelle de Genève, vol. 25, n. 1, p. 1-352.